# Licania rigida
Licania rigida är en tvåhjärtbladig växtart som beskrevs av George Bentham. Licania rigida ingår i släktet Licania och familjen Chrysobalanaceae. Inga underarter finns listade i Catalogue of Life.

## Bildgalleri

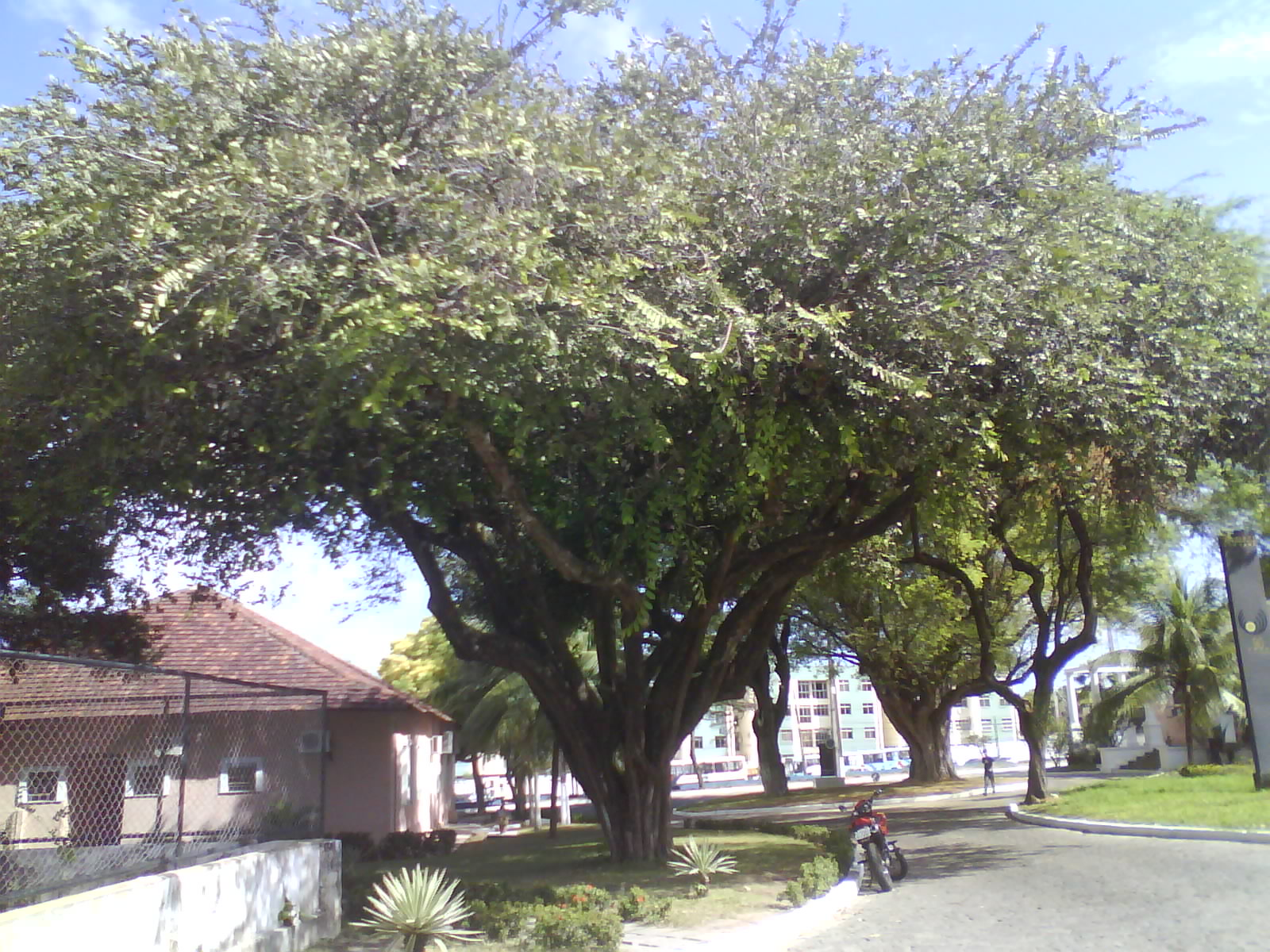
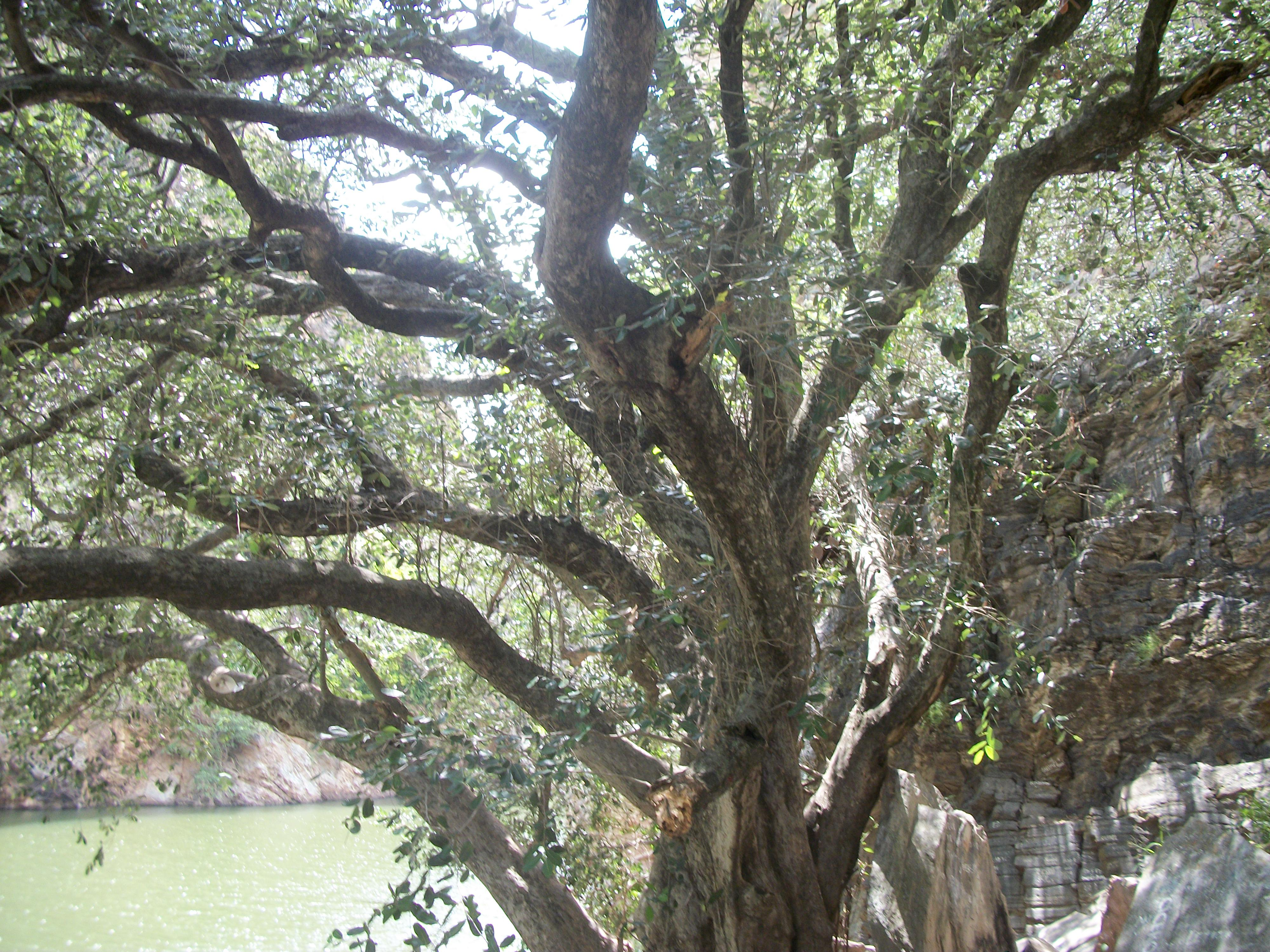